# Singernbach
Der Singernbach ist ein 421 m langer rechter Nebenfluss der Wupper, die hier im Oberlauf Wipper genannt wird. 

## Geographie

### Verlauf
Der Singernbach entspringt auf 369 m ü. NHN Höhe in einem Quellteich im Marienheider Ortsteil Singern und fließt in südlicher Richtung durch das Siedlungsgebiet talwärts. Die ersten rund 250 m fließt der Bach oberirdisch, danach im Bereich der Singernstraße verrohrt, später wieder ein kurzes Stück frei durch eine Parkanlage in Singern.
Im selben Ortsteil mündet der Singernbach auf 334 m ü. NHN Höhe nahe der Mündung des Griemeringhauser Bachs in der Wupper.

### Einzugsgebiet
Das Einzugsgebiet des Singernbachs wird durch ihn über die Wupper und den Rhein zur Nordsee entwässert.